# Tête chaude (film, 1935)
Pour plus de détails, voir Fiche technique et Distribution.
Tête chaude (The Irish in Us) est un film américain réalisé par Lloyd Bacon, sorti en 1935.

## Synopsis
« A Manhattan, le policier Pat O'Hara veut que son frère Danny, qui est promoteur dans le milieu de la boxe, exerce un métier plus stable. Mais quand la fiancée de Pat tombe amoureuse du charismatique Danny, les choses se compliquent. »

## Fiche technique
- Titre : Tête chaude
- Titre original : The Irish in Us
- Réalisation : Lloyd Bacon
- Scénario : Earl Baldwin d'après une histoire de Frank Orsatti
- Photographie : George Barnes
- Montage : James Gibbon
- Musique : M.K. Jerome, Bernhard Kaun et Heinz Roemheld (non crédités)
- Direction artistique : Esdras Hartley (en)
- Costumes : Orry-Kelly
- Producteur : Samuel Bischoff
- Société de production : Warner Bros. Pictures
- Pays de production :  États-Unis
- Format : Noir et blanc - Son : Mono
- Genre : Comédie
- Durée : 84 minutes
- Dates de sortie : 
  - États-Unis : 31 juillet 1935 (New York), 3 août 1935 (sortie nationale)
  - France : 20 décembre 1935
- Affiche : Jacques Bonneaud (France)

## Distribution
- James Cagney : Danny O'Hara
- Pat O'Brien : Pat O'Hara

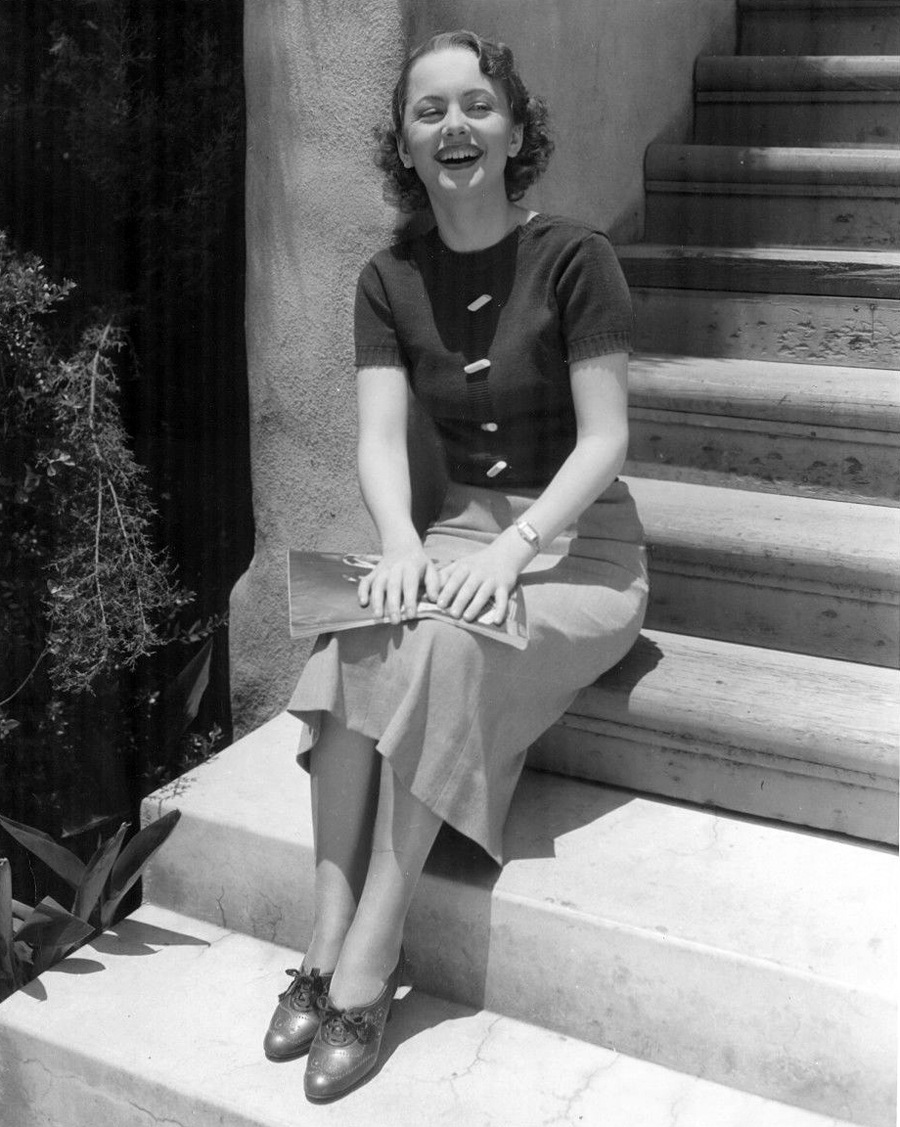
Photo publicitaire d'Olivia de Havilland pour le film.

- Olivia de Havilland : Lucille Jackson
- Frank McHugh : Mike O'Hara
- Allen Jenkins : Carbarn Hammerschlog
- Mary Gordon : Ma O'Hara
- J. Farrell MacDonald : Captain Jackson
- Thomas E. Jackson : Doc Mullins
- Harvey Parry : Joe Delancy